# Акантоцереус
Акантоцереус (лат. Acanthocereus) — род кактусов трибы Пахицереусовые (Pachycereeae).

## История рода
Термин «Акантоцереус» был впервые упомянут в 1863 году Джорджем Энгельманном, пытавшимся выделить некоторые разновидности цереусов в отдельную группу. Такое наименование можно перевести как «колючий цереус» (др.-греч. ἄκανθα — «колючка»). В 1909 году Натаниэль Бриттон и Джозеф Роуз придали этой группе статус рода.

## Ботаническое описание
В природных условиях некоторые виды акантоцереусов значительно вытягиваются в высоту; своим внешним видом они напоминают кустарники или лазящие растения. Стебли таких кактусов могут разделятся на сегменты. Рёбер обычно 3—5. Акантоцереусы произрастают на территории тропической и центральной Америки и Колумбии.

## Виды
Число входящих в род видов долго дискутировалось. В основном споры шли вокруг кактусов, которые теперь описаны как отдельный вид — Acanthocereus baxaniensis. По современным взглядам род включает шесть видов:
- Acanthocereus baxaniensis (Karw. ex Pfeiff.) Borg, 1937
- Acanthocereus colombianus Britton & Rose, 1920
- Acanthocereus horridus Britton & Rose, 1920
- Acanthocereus occidentalis Britton & Rose, 1920
- Acanthocereus subinermis Britton & Rose, 1920
- Acanthocereus tetragonus (L.) Hummelinck, 1938 [syn.  Acanthocereus pentagonus (L.) Britton & Rose]